# Natacha (1990)
Natacha es una telenovela peruana basada en la radionovela argentina La muchacha que vino de lejos, del reconocido dramaturgo Abel Santa Cruz. Fue producida por Panamericana en 1970 y tuvo como protagonistas al actor mexicano Gustavo Rojo y a la actriz peruana Ofelia Lazo. Y versionada en 1990, esta última producida por Panamericana Producciones y Radio Caracas Televisión (RCTV), a través de Coral Pictures, que cuenta con las actuaciones protagónicas de Maricarmen Regueiro, Paul Martin y Diego Bertie. Y las participaciones antagónicas de Hilda Abrahamz, Etty Elkin, Antonio Arrué y Leonardo Torres Vilar.

## Versión de 1990
Motivados por el éxito de sus anteriores producciones y por la persistencia del productor Humberto Polar Delgado y Genaro Delgado Parker, quienes tenían el afán de volver a colocar a Panamericana como la fábrica de folletines que fuera en los años sesenta, realizaron esta nueva versión de una de las telenovelas más recordadas en Latinoamérica.
Para realizar esta novela, el canal buscó la coproducción con la cadena RCTV y la distribución mundial de Coral Pictures. Para ello la televisora venezolana mandó a Lima a dos de sus más cotizadas figuras, quienes junto con un selecto grupo de actores nacionales, protagonizaron esta recordada historia de 1990.
Natalia Guzmán Aguirre «Natacha» (Maricarmen Regueiro) es una joven y hermosa provinciana criada en el convento de Santa Catalina en Arequipa, que ante el peligro de volver a casa y verse con su violento hermano, José (Antonio Arrué), emprende viaje a la capital, dejando en Arequipa a su madrina (Melanie Frayssinet), noble mujer de buena posición, quien le dio el cariño de la madre que nunca tuvo. Una vez en Lima, ingresa a trabajar a casa de la familia Pereyra, familiares del padre Florencio (Luis Cabrera), fiel protector de Natacha.
En casa de los Pereyra, la crueldad de doña Rosalía (Etty Elkin), el cariño de Teresa (Danae Sacovertiz), Carito (Laura Reyes), Leopoldo (Orlando Sacha) y Arturo (Alejandro Anderson); las maldades de Carlitos (Leonardo Torres Vilar) y Elvira (Hilda Abrahamz), y el amor de Pedro (Diego Bertie) y Raúl (Paul Martin) serán el pan de cada día en la vida de Natacha. 
Finalmente, y como en toda historia rosa, la heroína saldrá adelante consumando su amor con el señorito de casa, a pesar de las dificultades que se le presenten en el camino.
Para esta coproducción peruano-venezolana, Panamericana trajo a Lima a dos actrices que por aquellos años causaban furor por su participación en diversas producciones: Maricarmen Regueiro vino precedida del éxito de las telenovelas Amanda Sabater y Señora, mientras que Hilda Abrahamz acababa de terminar la grabación de Abigaíl, cuando fue requerida por RCTV (canal coproductor) para venir a Lima a protagonizar junto con los peruanos Paul Martin y Diego Bertie, con libretos de Fernando Barreto, edición de historia, edición y postproducción de Moshe Dan Furgang, producción de Humberto Polar y la dirección de Grazio D'Angelo. Para esta telenovela, la televisora peruana realizó una millonaria inversión en equipamiento para el Estudio Maestro Amauta, preparándose para una oleada de producciones melodramáticas que al final e inexplicablemente nunca llegaron.
Ambas telenovelas fueron producidas y emitidas por Panamericana Televisión y vistas en gran parte de Latinoamérica y otros países más. Y, aunque la primera versión peruana fue la de mayor trascendencia internacional, a inicios de los años setenta, la segunda tuvo un regular éxito de poca importancia.

## Argumento
Natalia Guzmán Aguirre «Natacha» (Maricarmen Regueiro) es una joven y hermosa provinciana criada en el convento de Santa Catalina en Arequipa, que ante el peligro de volver a casa y verse con su violento hermanastro, José (Antonio Arrué), emprende viaje a la capital, dejando en Arequipa a su madrina (Melanie Frayssinet), noble mujer de buena posición, quien le dio el cariño de la madre que nunca tuvo. Una vez en Lima, ingresa a trabajar a casa de la familia Pereyra, familiares del padre Florencio (Luis Cabrera), fiel protector de Natacha.
En casa de los Pereyra, la crueldad de doña Rosalía (Etty Elkin), el cariño de Teresa (Danae Sacovertiz), Carito (Laura Reyes), Leopoldo (Orlando Sacha) y Arturo (Alejandro Anderson); las maldades de Carlitos (Leonardo Torres Vilar) y Elvira (Hilda Abrahamz), y el amor de Pedro (Diego Bertie) y Raúl (Paul Martin) serán el pan de cada día en la vida de Natacha. 
Finalmente, y como en toda historia rosa, la heroína saldrá adelante consumando su amor con el señorito de casa, a pesar de las dificultades que se le presenten en el camino.

## Reparto
| Interpretado por            | Personaje                                | Tipo de personaje      |
| --------------------------- | ---------------------------------------- | ---------------------- |
| Maricarmen Regueiro         | Natalia «Natacha» Guzmán Aguirre         | Protagonista           |
| Paul Martin                 | Raúl Pereyra Obregón                     | Protagonista           |
| Diego Bertie                | Pedro Rivera Castro                      | Protagonista           |
| Hilda Abrahamz              | Elvira Montealvear Fernandini            | Antagonista            |
| Orlando Sacha               | Leopoldo Pereyra Aguirre                 | Principal              |
| Etty Elkin                  | Rosalía Obregón de Pereyra               | Principal              |
| Danae Sacovertiz            | Teresa Pereyra Obregón                   | Principal              |
| Leonardo Torres Vilar       | Carlos Pereyra Obregón                   | Principal              |
| Laura Reyes                 | Carolina «Carito» Pereyra Obregón        | Principal              |
| Alejandro Anderson          | Arturo Montealvear Cordova               | Principal              |
| Gianfranco Brero            | Néstor Luis Grimaldi                     | Principal              |
| Martha Figueroa             | Sara Galdós Medina                       | Principal              |
| Luis Cabrera                | Padre Florencio                          | Principal              |
| Melanie Frayssinet          | Hortensia                                | Principal              |
| Nilda Muñoz                 | Madre superiora                          | Secundario             |
| Mercy Bustos Tocón          | Hermana Mariana                          | Secundario             |
| Antonio Arrué               | José Mayta                               | Secundario/antagonista |
| Lucia Melgar                | Sally                                    | Secundario             |
| Mónica Domínguez            | Claudia Salas                            | Invitado/antagonista   |
| Lorena Caravedo             | Carla Ricortti                           | Secundario             |
| Norka Ramírez               | Úrsula                                   | Secundario             |
| Gloria Klein                | Herminia                                 | Secundario             |
| Milagros Toledo             | Carmen, secretaria de Raúl               | Secundario             |
| Enrique Saenz               | Teodoro Peralta                          | Invitado               |
| Martín Farfán               | Martin Pérez, Policía de investigación   | Invitado               |
| Carlos Cabrera              | Renzo Castillo, Policía de investigación | Invitado               |
| Belisa Salazar              | Fresia Boggio Martel                     | Invitado               |
| Ernesto Cabrejos Noblecilla | Demetrio Peso                            | Invitado               |
| Rafael Santa Cruz           | Dr. José María Posu                      | Invitado               |
| Sergio Galliani             | Nicolás Harris, el Gringo                | Secundario             |
| José Luis Ruiz              | Beto                                     | Invitado               |
| Silvia Chávez Beltrán       | Susy Ticona                              | Secundario             |
| Luis Álvarez                | Pablo Montes, abuelo de Pedro            | Invitado               |
| Jorge Guzmán                | Antonio de Luque                         |                        |
| Eugenio Troullier           | Guzman 'Ramon Valdivia' 'Cervantes'      | Invitado               |
| Alberto Benavides           | Dr. Adrián Valenzuela                    | Invitado               |
| César Urueta Alcántara      | Dr. Lujan                                | Invitado               |
| César Urueta Alcántara      | Dr. Aurelio Miranda Quintana             | Invitado               |
| Fernando Gassols            | Manuel Montero                           | Invitado               |
| Luis Alemán                 | Rodrigo (asistente legal de Raúl)        | Invitado               |
| Mario Sifuentes             | Jorge Belen Borro «Coco»                 | Invitado               |
| Tulio Lozada                | Capitán Garces                           | Invitado               |
| Germán Vegas Garay          | Capitan Cardenas                         | Invitado               |
| Ciro Umeres                 | Detective privado Braulio Garcia         | Invitado               |
| Elsa Maria Elajalde         | Cantante Elsa Maria Elejalde             | Invitado               |
| Marcelo Oxenford            | Raul Moreyra                             | Invitado               |
| Marino Defilippi            |                                          | Extra                  |
| Greta Hidalgo               |                                          | Invitado               |
| Maribel Caceres             |                                          | Invitado               |
| Silvia Montes               |                                          | Invitado               |
| Arnaldo Veicer              |                                          | Invitado               |
| Arturo Nolte                |                                          | Invitado               |
| Alicia Tweddle              |                                          | Invitado               |

## Versiones en otros países
- Nuestra galleguita; telenovela argentina producida por Canal 9 en 1969. Protagonizada por Laura Bove y Norberto Suárez.

- Natacha; telenovela peruana producida por Panamericana Televisión en 1970. Protagonizada por Ofelia Lazo y Gustavo Rojo.

- Carmiña; telenovela argentina producida por Canal 9 en 1972. Protagonizada por María de los Ángeles Medrano y Arturo Puig.

- Guadalupe; telenovela mexicana producida por Valentín Pimstein para Televisa en 1984. Protagonizada por Alma Delfina y Jaime Garza.

- Datos: Q6038403